# کریستیان هن
کریستیان هن (اسپانیایی: Christian Henn‎؛ زادهٔ ۱ فوریهٔ ۱۹۶۴) دوچرخه‌سوار اهل آلمان است.
وی همچنین برندهٔ جوایزی همچون برگ بوی نقره‌ای شده‌است.
وی در مسابقات کشوری و بین‌المللی در مجموع برندهٔ ۱ مدال برنز شده‌است.